# Rečica ob Paki
Rečica ob Paki je naselje v Občini Šmartno ob Paki.